# Trofeo Indoor di Formula 1 1992
Il Trofeo Indoor di Formula 1 1992 fu la quinta edizione di questa manifestazione motoristica. Si tenne il 7 e 8 dicembre 1992, presso un circuito allestito all'interno del comprensorio fieristico di Bologna, quale evento del Motor Show. La vittoria venne conquistata da Johnny Herbert su Lotus-Judd: per la prima volta il trofeo non viene conquistato da un pilota che corre con una vettura italiana.

## Piloti e scuderie
La Lotus iscrisse nuovamente Johnny Herbert, che aveva corso la stagione 1992 quale pilota titolare, assieme a Mika Häkkinen. Il team inglese utilizza però motori Judd e non i Ford Cosworth usati in stagione.
La Minardi iscrisse Christian Fittipaldi e Alessandro Zanardi; entrambi avevano disputato delle gare in stagione col team faentino. Anche la Scuderia Italia affidò una delle due vetture Dallara a uno dei piloti titolari della stagione, JJ Lehto, mentre la seconda venne guidata da Michele Alboreto, che in stagione aveva corso per la Footwork Arrows.
Anche un'altra scuderia britannica, la March, iscrisse un pilota alla gara, l'italiano Emanuele Naspetti, che aveva corso alcuni gran premi nel finire della stagione. Non prese però parte all'evento.

### Tabella riassuntiva
| Team                | Costruttore | Telaio | Motore                     | Gomme | Piloti               |
| ------------------- | ----------- | ------ | -------------------------- | ----- | -------------------- |
| March F1            | March       | CG911  | Ilmor 2175A 3.5 V10        | G     | Emanuele Naspetti    |
| Minardi Team        | Minardi     | M192   | Lamborghini LE3512 3.5 V12 | G     | Christian Fittipaldi |
| Minardi Team        | Minardi     | M192   | Lamborghini LE3512 3.5 V12 | G     | Alex Zanardi         |
| Scuderia Italia SpA | Dallara     | 192    | Ferrari 037 3.5 V12        | G     | Michele Alboreto     |
| Scuderia Italia SpA | Dallara     | 192    | Ferrari 037 3.5 V12        | G     | JJ Lehto             |
| Team Lotus          | Lotus       | 107    | Judd GV 3.5 V8             | G     | Johnny Herbert       |

## Gara

### Resoconto
Christian Fittipaldi passò direttamente in semifinale. Nei quarti JJ Lehto corse contro Alex Zanardi, mentre Johnny Herbert affrontò Michele Alboreto. Lehto prevalse su Zanardi in una gara molto combattuta, e Herbert eliminò Alboreto. Come perdente più rapido Zanardi venne ripescato in semifinale.
Questa volta Zanardi fu posto contro Herbert; perse di nuovo. Lehto che prevalse su Fittipaldi nell'altra semifinale, così da eliminare entrambe le Minardi. Herbert prevalse in finale su Lehto.
|  | Quarti di finale       | Quarti di finale   | Quarti di finale     |                        |                | Semifinali         | Semifinali           | Semifinali |  |  | Finale | Finale | Finale |  |
|  |                        |                    |                      |                        |                |                    |                      |            |  |  |        |        |        |  |
|  |                        |                    |                      |                        |                | Brasile (bandiera) | Christian Fittipaldi |            |  |  |        |        |        |  |
|  |                        |                    |                      |                        |                | Brasile (bandiera) | Christian Fittipaldi |            |  |  |        |        |        |  |
|  |                        |                    | Finlandia (bandiera) | JJ Lehto               |                |                    |                      |            |  |  |        |        |        |  |
|  | Finlandia (bandiera)   | JJ Lehto           | Finlandia (bandiera) | JJ Lehto               |                |                    |                      |            |  |  |        |        |        |  |
|  | Finlandia (bandiera)   | JJ Lehto           |                      |                        |                |                    |                      |            |  |  |        |        |        |  |
|  | Italia (bandiera)      | Alessandro Zanardi |                      |                        |                |                    |                      |            |  |  |        |        |        |  |
|  | Italia (bandiera)      | Alessandro Zanardi | JJ Lehto             |                        |                |                    |                      |            |  |  |        |        |        |  |
|  |                        |                    |                      |                        |                |                    |                      |            |  |  |        |        |        |  |
|  |                        |                    | Johnny Herbert       |                        |                |                    |                      |            |  |  |        |        |        |  |
|  | Regno Unito (bandiera) | Johnny Herbert     |                      |                        |                |                    |                      |            |  |  |        |        |        |  |
|  | Regno Unito (bandiera) | Johnny Herbert     |                      |                        |                |                    |                      |            |  |  |        |        |        |  |
|  | Italia (bandiera)      | Michele Alboreto   |                      |                        |                |                    |                      |            |  |  |        |        |        |  |
|  | Italia (bandiera)      | Michele Alboreto   |                      | Regno Unito (bandiera) | Johnny Herbert |                    |                      |            |  |  |        |        |        |  |
|  |                        |                    |                      | Regno Unito (bandiera) | Johnny Herbert |                    |                      |            |  |  |        |        |        |  |
|  |                        |                    | Italia (bandiera)    | Alessandro Zanardi     |                |                    |                      |            |  |  |        |        |        |  |